# Maria Clara Eimmart
Maria Clara Eimmart, mariée Maria Clara Müller, née le 27 mai 1676 à Nuremberg où elle est morte le 29 octobre 1707, est une graveuse et astronome de Nuremberg.

## Biographie
Elle fut la fille et également l'élève puis l'assistante de Georg Christoph Eimmart (le Jeune).
En 1706, Maria Clara Eimmart épouse Johann Heinrich Muller, l'élève et le successeur de son père.

## Illustrations astronomiques
Eimmart est surtout connue pour ses illustrations astronomiques très précises et exactes. Entre 1693 et 1698, Eimmart exécuta plus de 250 dessins des phases de la lune. Cette collection de dessins faite à l'aide d'un télescope fut nommée Micrographia stellarum phases lunae ultra 300. Douze de ces dessins furent données au comte Marsili, un collaborateur scientifique de son père, et dix d'entre elles sont aujourd'hui conservés à Bologne,.

### Galerie

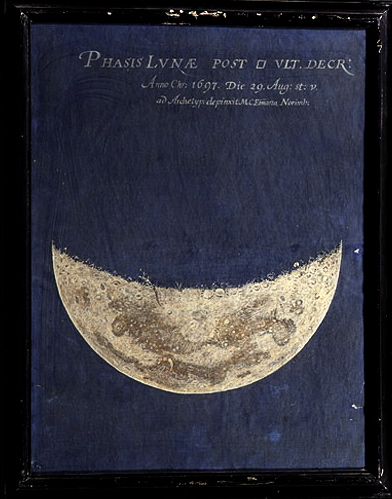
Phase of the Moon observed.
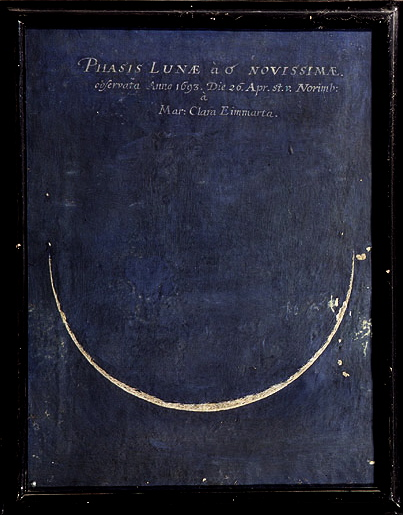
Second Phase of the Moon.
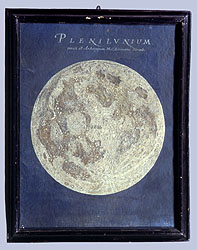
Illustration of the full Moon.
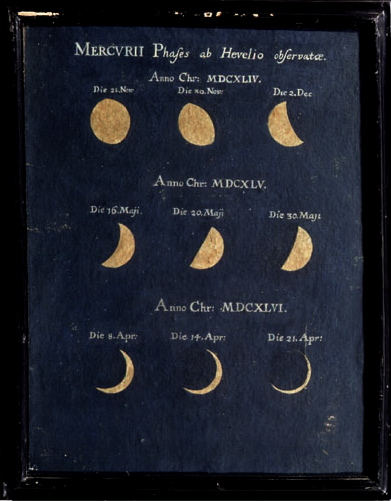
Phase of Mercury Observed by Johannes Hevelius.
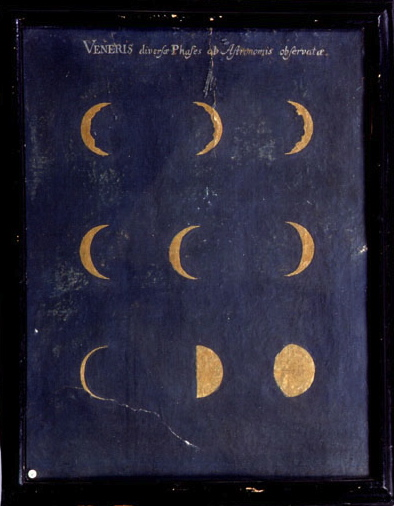
Phase of Venus.
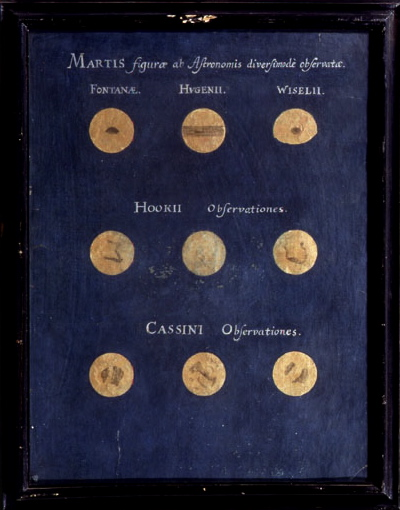
Aspect of Mars.
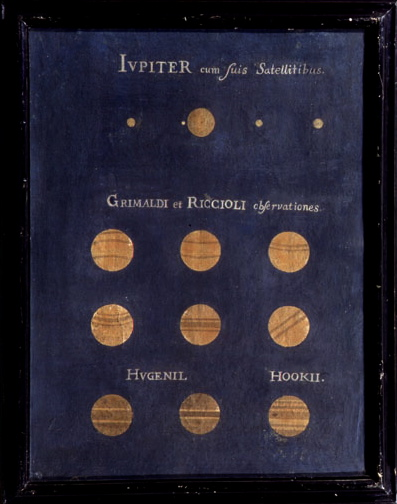
Aspect of Jupiter.
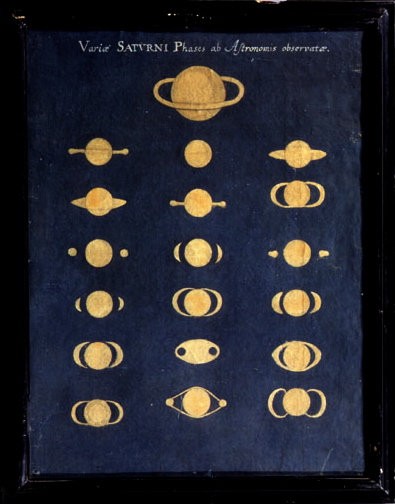
Aspect of Saturn.
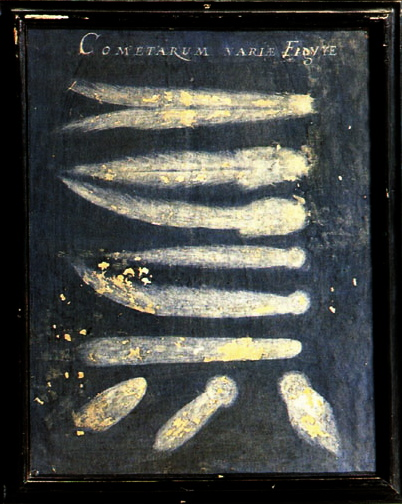
Comets.
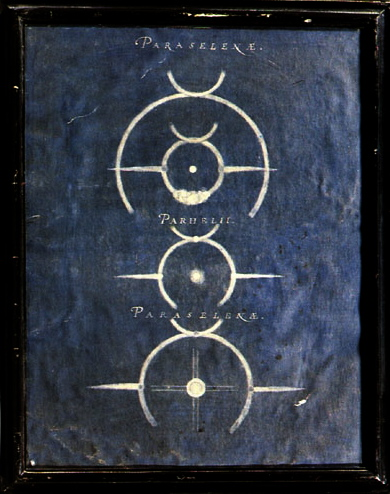
Paraselene and Parhelion.
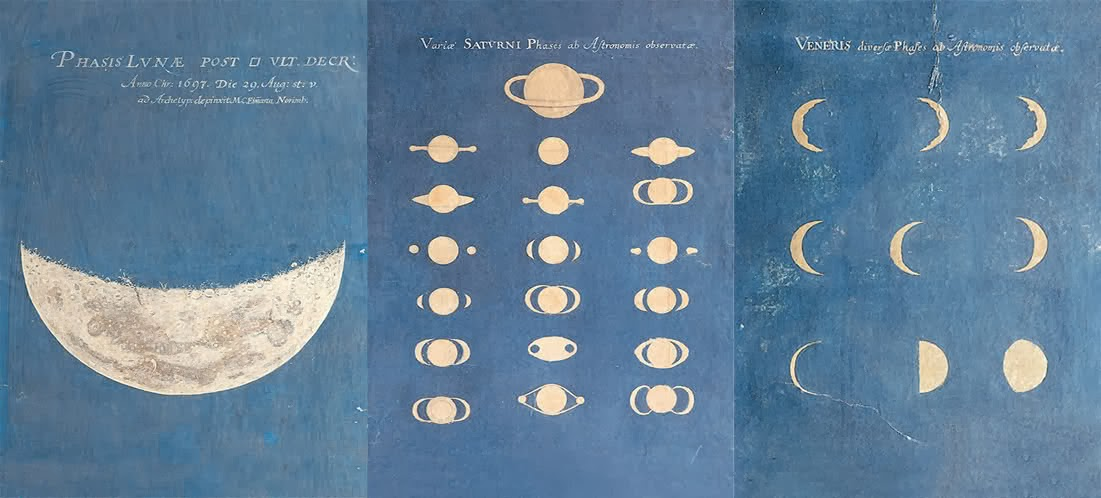
Astronomical illustrations.

## Honneur
L'astéroïde (571938) Mariaeimmart est nommé en son honneur.